# Live aus Berlin
Live aus Berlin is een livealbum van de Duitse industrial/metalband Rammstein. Het is een opname van een concert dat Rammstein hield in Berlijn in Parkbühne Wuhlheide te Berlijn. Live aus Berlin is in verschillende versies te krijgen:
- Cd - 15 nummers
- Dubbel-cd - Gelimiteerde versie met "Klavier", "Tier" en "Herzeleid"
- Gecensureerde VHS/dvd - Zonder "Bück Dich"
- VHS - Met "Bück Dich"

Er bestaat geen ongecensureerde dvd-versie van Live aus Berlin.

## Nummers cd
1. "Spiel Mit Mir" - 5:22
2. "Bestrafe Mich" - 3:49
3. "Weißes Fleisch" - 4:35
4. "Sehnsucht" - 4:25
5. "Asche Zu Asche" - 3:26
6. "Wilder Wein" - 5:17
7. "Heirate Mich" - 7:48
8. "Du Riechst So Gut" - 5:24
9. "Du Hast" - 4:27
10. "Bück Dich" - 5:57
11. "Engel" - 5:57
12. "Rammstein" - 5:29
13. "Laichzeit" - 5:15
14. "Wollt Ihr Das Bett in Flammen Sehen?" - 5:52
15. "Seemann" - 8:26

## Nummers video
1. "Spiel mit mir" - (6:20)
2. "Herzeleid" - (3:58)
3. "Bestrafe Mich" - (3:51)
4. "Weißes Fleisch" - (4:34)
5. "Sehnsucht" - (4:25)
6. "Asche zu Asche" - (3:26)
7. "Wilder Wein" - (5:38)
8. "Klavier" - (4:49)
9. "Heirate Mich" - (7:48)
10. "Du Riechst So Gut" - (5:24)
11. "Du hast" - (4:34)
12. "Bück dich" - (5:48) [1]
13. "Engel" - (6:33)
14. "Rammstein" - (5:43)
15. "Tier" - (3:42)
16. "Laichzeit" - (5:15)
17. "Wollt Ihr Das Bett in Flammen Sehen?" - (6:23)
18. "Seemann" - (8:26)

[1] Alleen te zien in de ongecensureerde versie.